# CMS (детектор)
CMS (Compact Muon Solenoid) — Компактний мюонний соленоїд — один з детекторів Великого адронного колайдера, призначений для вирішення широкого спектра задач фізики елементарних частинок. Довжина детектора — 20 м. Діаметр — 15 м. Вага — 15 тис. тон (найважчий з детекторів колайдера).

## Будова

### Магніт
Важкий надпровідний магніт є ключовим елементом детектора. За конструкцією він нагадує звичайний електромагніт з сердечником, проте замість сердечника — зовнішнє залізне ярмо, що утримує лінії магнітного поля всередині металу. Завдяки такій конструкції створюється сильне електромагнітне поле як зовні, так і зсередини циліндра. Це найбільший з усіх надпровідних магнітів, створених досі. Він створює магнітне поле 4 тесла всередині циліндра діаметром 6 м та довжиною 12,5 м

### Трекові детектори
Трекові детектори фіксують траєкторії частинок, які створюють іонізаційний слід під час польоту. За викривленням траєкторії дізнаються про імпульс.
Найближче до вакуумної трубки розташований піксельний детектор, що складається з трьох циліндричних шарів, які разом налічують 65 млн пікселів.
Далі розташовано 10 шарів кремнієвого детектора, що містить 10 млн чуттєвих смужок, інформація з яких зчитується 80 тис. каналів збору даних.

### Калориметри
Калориметр вимірює енергію частинок на основі даних про результати зіткнень цих частинок з електронами чи ядрами атомів речовини, з якої зроблено калориметр.

#### Електромагнітний калориметр
Цей калориметр реалізований на основі сцинтиляційних кристалів вольфрамату свинцю. Електрони, зіштовхуючись з електронами оболонок атомів в такому сцинтиляторі, утворюють коротку електромагнітну зливу (вторинний потік частинок). Таким чином енергія вимірюється досить точно і на коротких відстанях.

#### Адронний калориметр
Цей калориметр призначений для вимірювання енергії високоенергетичних адронів, які породжують значно довші зливи (кілька метрів), ніж електрони та фотони. Кілька шарів цього калориметра розміщено навіть зовні соленоїда, для забезпечення повного поглинання зливи.

### Мюонна система
Мюони слабо розсіюються і можуть летіти кілька метрів після зіткнення. Тому зовні соленоїда розташовано мюонні камери, які призначені для реєстрації імпульсів мюонів. На детекторі CMS розташовані мюонні детектори трьох типів: дрейфові трубки, катодні смужкові камери, камери з резистивними пластинками. Одні з них визначають координати та час мюонів, що летять, інші використовуються для швидкого мюонного тригера, який повинен в режимі реального часу вирішити, чи дана подія є достатньо цікавою для її фіксації та подальшого аналізу.

## Корисні посилання
Технічний сайт CMS:  [Архівовано 29 червня 2012 у WebCite] 

Новини детектора:  [Архівовано 4 квітня 2013 у Wayback Machine.]